# Дімітрієв Ігор В'ячеславович
Ігор В'ячеславович Дімітрієв (нар. 25 січня 1979, Україна, Одеса) — колишній український проросійський політик-сепаратист, який 2014 р. втік до Росії, потім — російський політик та медіа-діяч, який активно просуває підтримку російської агресії проти України.

## Біографія
До 2014 р. був депутатом Одеської міськради від проросійської партії «Родіна», одним з організаторів сепаратистського «Антимайдану» 2013—2014 рр. на Куликовому полі у м. Одесі та протистояння «антимайданівців» проти українських активістів.
Втік з України після зіткнень та пожежі у Будинку профспілок 2 травня 2014 р. у м. Одесі. Повернувся на тимчасово окуповані території України після військового вторгнення Росії в Україну.
В період 2014—2022 р. позиціонував себе як «спеціаліст зі Сходу», їздив у гарячі точки Близького Сходу (Сирія та ін.), але подробиці своїх місій не розкривав.
Живе в Росії, виступає в російських виданнях з «політичним аналізом» агресії проти України. Належить до діячів, які, з одного боку, широко критикують застарілі методи путінського режиму як пережитки «радянської школи», а з іншого — всіляко виправдовують агресію як частину «глобальної гри» супердержав, в якій Україна не має суб'єктності.